# カイミート
カイミート（ハイチ語: Kayimit、フランス語: Les Cayemites / Îles Cayimites）はハイチ南西部のジェレミー東方約32kmのティブロン半島北部沖のゴナーヴ湾に浮かぶ島。グランダンス県のコライユ郡に属する。グウォ・カイミート（Gwo Kayimit、Grande Cayemite）、チ・カイミート（Ti Kayimit、Petite Cayemite）の大小2つの島からなり、人口は約18,000人でポワント・サーブル、アンサ・マソン、レバス、ブカン・フィリップなどの村に住む。インフラは乏しく漁業などが営まれる。
沿岸にはマングローブが多く、周辺の海域には大型のイソギンチャクのCondylactis gigantea、ウニのEchinometra lucunter、タコなどが生息しており、一帯の森林にはラン科のレパンテス属とレパントプシス属、パイナップル科、地衣類、コケ植物およびコヤスガエル属のカエル、ティラピア、コイ、リミア属などの魚類とボア科のドミニカマウンテンレッドボアが生息している。また、クロモンヒメエメラルドハチドリ、アメリカイソシギなどの鳥類も見られる。
2016年にカイミート諸島はティブロン半島のマカヤ峰などの高い山を含むラ・オット山脈および反対側の半島南部沖のア・ヴァッシュ島と共にユネスコの生物圏保護区に指定された。